# Заслуженный энергетик Республики Беларусь
«Заслуженный энергетик Республики Беларусь» (бел. Заслужаны энэргетык Рэспублікі Беларусь) — почётное звание в Республике Беларусь. Присваивается по распоряжению Президента Республики Беларусь работникам в области энергетики за профессиональные заслуги.

## Порядок присваивания
Присваиванием почётных званий Республики Беларусь занимается Президент Республики Беларусь, решение о присвоении оформляется его указами. Государственные награды (в том числе почётные звания) вручает лично Президент либо его представители. Присваивание почётных званий Республики Беларусь производится на торжественной церемонии, государственная награда вручается лично награждённому, а в случае присваивания почётного звания выдаётся и свидетельство. Лицам, удостоенным почётных званий Республики Беларусь, вручают нагрудный знак.

## Требования
Почётное звание «Заслуженный энергетик Республики Беларусь» присваивается работникам различных отраслей экономики, работающим в области энергетики не менее 15 лет, внесшим значительный вклад в развитие и совершенствование техники, технологии и организации производства, передачи и потребления энергии, достижение высоких показателей надежности, бесперебойности и эффективности работы энергетических установок.